# Diocèse de Latacunga
Le diocèse de Latacunga (en latin : Dioecesis Latacungensis ; en espagnol : Diócesis de Latacunga) est un diocèse de l'Église catholique en Équateur, suffragant de l'archidiocèse de Quito.

## Territoire
Le diocèse gère la province de Cotopaxi. Son territoire est d'une superficie de 6 108 km2 divisé en 38 paroisses. L'évêché est à Latacunga où se trouve la cathédrale saint Joseph.

## Histoire
Le diocèse est érigé le 5 décembre 1963 par la bulle Novam dioecesim du pape Paul VI en prenant sur le territoire de l'archidiocèse de Quito, dont Latacunga devient le suffragant.
L'église de la Merci de Latacunga conserve une statue de Notre-Dame de la Merci, surnommée « Vierge du Volcan » car la Vierge invoquée sous ce vocable à la réputation, en Équateur, de protéger contre les éruptions volcaniques; Latacunga étant proche du volcan Cotopaxi. Le 27 octobre 1964, par la lettre apostolique Rebus in secundis de Paul VI, Notre-Dame de la Merci est déclarée patronne principale du diocèse.

## Évêques
- Benigno Chiriboga, S.J (1963-1968)
- José Mario Ruiz Navas (1968-1989) nommé évêque du diocèse de Portoviejo
- Raúl Holguer López Mayorga (1990-2003)
- José Victoriano Naranjo Tovar (2003-2016)
- Geovanni Mauricio Paz Hurtado (2016-  )